# Apogonia accepta
Apogonia accepta är en skalbaggsart som beskrevs av Kobayashi 2010. Apogonia accepta ingår i släktet Apogonia och familjen Melolonthidae. Inga underarter finns listade i Catalogue of Life.